# Riaz Ahmed Gohar Shahi
Riāż Aḥmed Gohar Shāhī (urdu: ریاض احمد گوھر شاہی; Dhok Gohar Shah, 25 novembre 1941 – Regno Unito, ... scomparso nel 2001) è stato uno scrittore sufi pakistano, accusato dai sunniti e dagli sciiti di eresia.
Fondatore dell'organizzazione religiosa, Anjuman-e Serfroshan-e Islam e della Fondazione Internazionale Messia. Tale fondazione è nata in funzione della venuta, secondo Shahi, di un futuro e atteso Messia.

## Etimologia onomastica
Il nome completo è Riāż (Riyāḍ) Aḥmed Gohar Shāhī. Riaz ha il significato di "Giardino", mentre Aḥmed è uno dei nomi di Maometto, mentre Gohar Shāhī significa, "Gemma Imperiale", dovuto al fatto che suo antenato era il maestro Sufi ʿAlī Bābā Gohar Shāh. Il villaggio in cui è nato Shāhī è ancora dedicato a Gohar ʿAlī Bābā Shāh ed è noto come Dhok Gohar Shāh, che significa, "Villaggio di Gohar Shāh". Gohar Shāhī è il discendente di quinta generazione di ʿAlī Bābā Gohar Shāh.

## Gioventù
Nasce il 25 novembre 1941 a Dhok Gohar Shāh. All'età di vent'anni, proprietario delle FQ Steel Industries, sente la necessità interiore di una ricerca spirituale. Questo bisogno lo conduce tra i sufi e i dervisci del tempo, ma da loro non riceve alcunché per una sua seria crescita spirituale, per cui torna al suo lavoro, si sposa e ha tre figli.
Secondo la sua testimonianza, all'età di circa trentaquattro anni, gli apparve l'imam Bari e gli disse: "Figlio mio, il tuo tempo è venuto, devi andare al santuario di Sultan Bahu per ricevere l'illuminazione interiore e la conoscenza spirituale". Lascia il suo lavoro, la sua famiglia e i suoi genitori per recarsi a Shorkot, dove lesse un testo sacro, il Nurul-Huda (La luce della Guida), scritto dal Sultan Bahu. Poi, per penitenza, e per realizzare la pace del cuore, si reca a Sehwan Sharif. Inoltre per purificare se stesso, trascorre un periodo di tre anni tra le montagne del Sehwan Sharif e la foresta del Bagh in Laal.

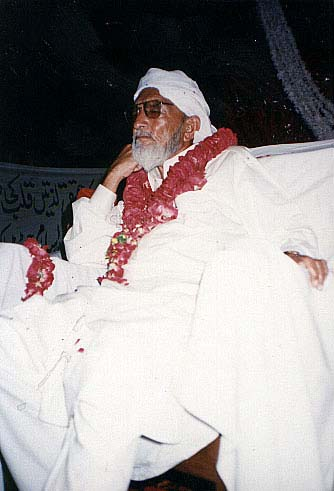
Al-Hajji Sayyed Fażal Ḥussain, padre di Riāż Aḥmed Gohar Shāhī

In un brevissimo lasso di tempo si guadagna un grande seguito, sia in Pakistan che all'estero. Viene invitato per tenere discorsi, nelle moschee, nei templi indù, nelle chiese cristiane, e nei templi sikh. Fu il primo leader spirituale musulmano ad essere invitato, da appartenenti ad altre fedi religiose, nei loro luoghi di preghiera.

## Opere letterarie
È autore di una serie di testi e trattati, tra cui uno basato su un filone poetico sufi noto come Turyāq-e Qulub, che significa "Cura dei cuori". Le opere di Gohar Shāhī comprendono:
- Rūḥāni Ṣafar (Cammino spirituale)
- Menara-e Nūr (Minareto di Luce)
- Roshnash (Una induzione)
- Tuhfa Majālis (La distruzione delle Congregazioni)
- Dīn-e Ilāhī (La Religione di Dio), considerato dai suoi seguaci il suo lavoro più importante. Il testo è stato tradotto nel 2012 e pubblicato dalla Fondazione Internazionale Messia attraverso la Balboa Press. [7]

## Le critiche e gli elogi
Gohar Shāhī è stato un religioso al centro di numerose critiche ed altrettanti elogi. Diversi studiosi di teologia musulmana condannano i suoi insegnamenti, criticandolo pesantemente, non solo in Pakistan, ma in tutto il mondo. Altri studiosi di fama internazionale, tra cui il sufi Hisham Kabbani, il Sulṭān al-Awliyāʾ, della Naqshbandiyya e il dottor Tahirul-Qadri lo elogiano per i suoi servizi resi nella predicazione del divino amore, senza alcuna discriminazione di casta, credo, nazione o religione. Hisham Kabbani è solito sedersi ai piedi di Gohar Shahi in segno di rispetto. Oltre a essi, un certo numero di sufi, compresi Pīr di Ghamkūl Sharīf, Pīr di Dhannakka Sharīf, Pīr Kaki Tarrur, Ghulam Nabi Kashmir alias Samandri Baba e Siraj Baba, lo rispettano, e viene da essi definito come "la persona più onorata da Allah".

## Notorietà
L'opposizione verso Gohar Shāhī e i suoi seguaci deriva da dichiarazioni rese dallo stesso Shāhī e dai suoi seguaci, fortemente critiche nei confronti di teologi musulmani ortodossi in Pakistan e all'estero:
- Afferma di aver incontrato Gesù in America.[1][9][10][11]
- I suoi sostenitori affermano che il suo volto è apparso sulla luna, sul sole, sulle stelle, sulle nebulose e sulla Pietra Nera della Mecca : questi sono segni di Dio e che Gohar Shāhī è il Messia atteso, l'Imam Mahdi, o Kalki Avatar.[1][10][12][13]
- L'invito di Gohar Shāhī ai devoti di tutte le religioni, senza alcuna discriminazione di casta, credo, nazione, con la sua affermazione che "Al fine di riconoscere, ed essere in grado di affrontare l'essenza di Allah (Dio) e imparare la spiritualità, non importa a quale religione o setta si appartenga".[10][12][14]

Per tali affermazioni e convinzioni, la maggior parte degli studiosi di teologia musulmana sunnita lo ha criticato e condannato, accusandolo di aver vilipeso lo status del Profeta, ma il maestro ha sempre negato tale accusa.

## Critiche
Anche di fronte alla forte opposizione di diversi esponenti religiosi e studiosi di teologia islamica, Gohar Shāhī si è espresso a favore dell'amore divino, ritenendo che la l'aspetto più importante sia accostarsi a Dio senza alcuna discriminazione di casta, credo, nazione o di religione, dal momento che ogni essere umano è stato dotato della capacità di sviluppare una forza spirituale interiore utile per avvicinarsi all'essenza divina.
Il suo insegnamento gli ha causato non pochi problemi, tra cui alcuni attentati organizzati da estremisti musulmani, che in lui vedono un conclamato eretico. Una tanica di benzina è stata gettata contro la sua residenza di Manchester, mentre in Pakistan è stata fissata una taglia sulla sua testa. Si è cercato di fermare la sua attività spirituale muovendogli cinque gravi accuse. Gli insegnamenti di Gohar Shāhī sono stati condannati da leader religiosi musulmani e dal governo pakistano.
I suoi libri sono stati vietati dal governo del Pakistan, gli incontri pubblici coi suoi seguaci non sono stati autorizzati e non è stato consentita la pubblicazione di sue dichiarazioni sulla stampa a causa del divieto di blasfemia. Diverse imputazioni sono state elevate a carico di Gohar Shāhī e dei suoi seguaci.
Nel 1997 venne mandato in giudizio per un'accusa di omicidio di una donna che era venuta da lui per ricevere benefici spirituali. Gohar Shāhī, e molti dei suoi seguaci, sono stati condannati da un tribunale Sindh sia per blasfemia che per terrorismo. Mentre si trovava nel Regno Unito è stato condannato in contumacia.

## Scomparsa
Scomparve nel 2001, mentre era in Gran Bretagna. Secondo alcune fonti sarebbe morto nel 2003, ma tali voci non vennero mai state confermate.